# Rue de la Cité
Rue de la Cité je ulice v Paříži na ostrově Cité ve 4. obvodu. Ulice byla pojmenována po ostrově, který protíná napříč.

## Poloha
Ulice spojuje most Notre-Dame na severu a Petit-Pont na jihu. Ulice začíná na Quai de la Corse a končí u křižovatky s Parvis Notre-Dame - place Jean-Paul-II a Quai du Marché-Neuf.

## Historie
V Lutetii, za římské nadvlády tvořila tato ulice část cardo, severojižní silnice, která tradičně vytvářela osu římských měst. Od středověku až do novověku byla tato osa rozdělena na tři odlišné ulice: Rue de la Lanterne, Rue de la Juiverie a Rue du Marché-Palu. Tyto tři ulice byly sjednoceny pod jeden název Rue de la Cité až 13. května 1834.
Během 19. století prošla ulice několika proměnami. Jižní část ulice byla prodloužena na základě vyhlášky ze dne 22. května 1837 v rámci přestavby administrativní budovy chudobince. Šířka ulice byla zvětšena na 15 metrů královským dekretem ze dne 21. května 1843. V roce 1851 došlo k rozšíření Quai du Marché-Neuf.
Ulice získala současný vzhled ve druhé polovině 19. století v rámci rozsáhlé přestavby Paříže. Vyhláška z 22. května 1865 stanovila přestavbu Hôtel-Dieu. Všechny domy v Rue de la Cité byly zbořeny v letech 1865–1867 kvůli přestavbě Hôtel-Dieu, květinového trhu a kasáren pro pařížskou policejní prefekturu.